# Coktel Vision
Coktel Vision fue una empresa desarrolladora de videojuegos para PC fundada en 1985, y ubicada en París, Francia.
La compañía desarrolló juegos de aventuras y acción a mediados de la década de 1980. Era especialmente conocida como editora de juegos de ordenador de su subsidiaria Tomahawk. Ninguno de los juegos de Tomahawk fue vendido en Europa. Coktel Vision también desarrollo juegos educativos, la mayoría de ellos de ADI el extraterrestre.
La popularidad de Coktel Vision se disparó en 1993 cuando se convirtió en subsidiaria de Sierra On-Line, la cual empezó a vender juegos de Coktel Vision en los Estados Unidos.
Seguido por la compra de Sierra por Havas y las decepcionantes ventas de sus últimos títulos, Coktel Vision es ahora una desarrolladora exclusiva de juegos educativos mayormente comercializados en Europa.
Con la venta de “Knowledge Aventura” a una organización independiente, la división de Vivendi Universal's Interactive Publishing tuvo una compañía europea a través de la cual desarrollaron software educativo sin etiqueta. Subsecuentemente vendieron Coktel Vision a Mindscape, donde aún existe hoy en día desarrollando títulos como Adibou pero de manera exclusiva para Francia.
En Canadá, la compañía I.C.E. Multimedia de Joël Champagne lanzó al mercado las obras de Coktel Vision desde 1998 a 2004 con actores canadienses en lugar de Europeos. De todos modos la compañía fue a la bancarrota en noviembre del 2004, así que las obras existentes fueron vendidas a la compañía Canadiense PMD Logisoft.

## Videojuegos
| Juegos desarrollados por Coktel Vision                             | Género     | Fecha de lanzamiento |
| ------------------------------------------------------------------ | ---------- | -------------------- |
| 20,000 Leagues Under the Sea                                       | Adventura  | 1988                 |
| A.J.'s World of Discovery                                          | Educativo  | 1992                 |
| Adiboo and the Energy Thieves                                      | Educativo  | 2004                 |
| Asterix in Morgenland                                              | Adventura  | 1987                 |
| Asterix: Operation Getafix                                         | Acción     | 1989                 |
| Bargon Attack                                                      | Aventura   | 1992                 |
| E.S.S. Mega (también conocido com "European Space Simulator Mega") | Simulación | 1991                 |
| Emmanuelle                                                         | Aventura   | 1989                 |
| Fascination                                                        | Aventura   | 1991                 |
| Galactic Empire                                                    | Simulación | 1989                 |
| Geisha                                                             | Aventura   | 1990                 |
| Gobliiins                                                          | Aventura   | 1991                 |
| Gobliins 2: The Prince Buffoon                                     | Aventura   | 1992                 |
| Goblins Quest 3                                                    | Aventura   | 1993                 |
| Inca                                                               | Aventura   | 1993                 |
| Inca II: Wiracocha                                                 | Aventura   | 1993                 |
| Legend of Djel                                                     | Acción     | 1987                 |
| Little Red Riding Hood                                             | Aventura   | 1991                 |
| Lost in Time                                                       | Aventura   | 1993                 |
| Méwilo                                                             | Aventura   | 1987                 |
| No Exit                                                            | Acción     | 1990                 |
| Oliver & Company                                                   | Acción     | 1989                 |
| Ween: The Prophecy                                                 | Aventura   | 1993                 |
| The Last Dynasty                                                   | Aventura   | 1995                 |
| Urban Runner                                                       | Aventura   | 1996                 |
| Woodruff y el Schnibble de Azimut                                  | Aventura   | 1994                 |
| Playtoons 1: Uncle Archibald                                       | Aventura   | 1994                 |
| Playtoons 2: The Case of the Counterfeit Collaborator              | Aventura   | 1994                 |
| Playtoons 3: The Secret of the Castle                              | Aventura   | 1995                 |
| Playtoons 4: The Mandarin Prince                                   | Aventura   | 1995                 |
| Playtoons 5: The Stone of Wakan                                    | Aventura   | 1995                 |